# Henning Gjørup
Henning Peter Gjørup, född 4 september 1927 i Köpenhamn, död 14 mars 2024 i Stockholm, var en dansk-svensk arkitekt. Han var far till Fanny och Malin Gjörup.
Efter studentexamen på Herlufsholm 1945 utexaminerades Gjørup från Bygmesterskolen 1951 och från Kunstakademiets Arkitektskole i Köpenhamn 1956. Han var anställd på olika arkitektkontor i Danmark och Sverige 1954–61, var biträdande stadsarkitekt i Luleå 1961–65 och stadsarkitekt där från 1965 (till 1992 då Bo Larsson tog över). Han studerade vid Nordiska institutet för samhällsplanering 1972. Han bedrev även egen arkitektverksamhet.
Henning Gjörup är begravd på Djursholms begravningsplats.